# Благодатне (Херсонський район)
Благодатне (до 2016 р. — Петрівське, до 1929 р. — Комуна Петровського) — село в Україні, у Чорнобаївській сільській громаді Херсонського району Херсонської області. Населення становить 1023 особи. 

## Історія
На початку березня 2022 року населений пункт окупували рашисти. 9 листопада 2022 року село визволене з-під російської окупації в ході контрнаступу Збройних сил України в Херсонській області.

## Храми
- Покровський храм УПЦ МП.

## Населення
Згідно з переписом УРСР 1989 року чисельність наявного населення села становила 948 осіб, з яких 445 чоловіків та 503 жінки.
За переписом населення України 2001 року в селі мешкало 1023 особи.

### Мовний склад
Рідна мова населення за даними перепису 2001 року:
| Мова            | Кількість | Відсоток |
| --------------- | --------- | -------- |
| українська      | 940       | 91.89%   |
| російська       | 76        | 7.43%    |
| румунська       | 2         | 0.20%    |
| білоруська      | 1         | 0.10%    |
| інші/не вказали | 4         | 0.38%    |
| Усього          | 1023      | 100%     |